# Ercolano Marini
Ercolano Marini (Matelica, 21 novembre 1866 – Roma, 16 novembre 1950) è stato un arcivescovo cattolico, teologo e scrittore italiano.

## Biografia

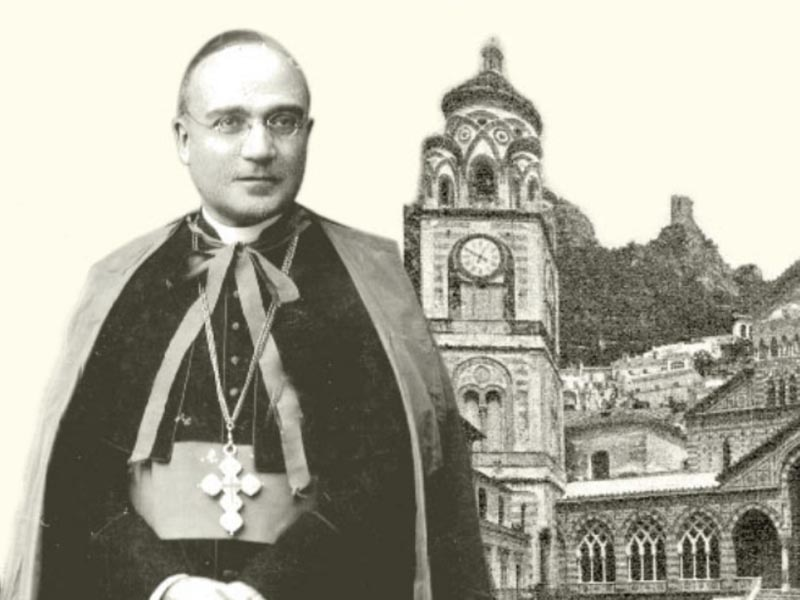
Ercolano Marini con sullo sfondo la cattedrale di Amalfi

Nato il 21 novembre  1866 a Matelica, intraprese gli studi teologici nel seminario di Fabriano. Fu ordinato sacerdote il 21 settembre 1899 e conseguì la laurea in teologia a Bologna. 
Fu canonico della cattedrale di Matelica dal 19 agosto 1894, priore della cattedrale di Terni dal 7 settembre 1899 e vicario generale del vescovo di Spoleto dal 13 gennaio 1901.
Nominato vescovo titolare di Archelaide il 29 giugno 1904 da papa Pio X, fu consacrato il 31 luglio successivo nella cattedrale di Spoleto dall'arcivescovo Dario Mattei Gentili. L'11 dicembre 1905 fu trasferito a Norcia. Elevato arcivescovo di Amalfi da papa Benedetto XV il 2 giugno 1915, vi rimase fino al 3 ottobre 1945. Al termine del primo conflitto mondiale fondò un orfanotrofio con una scuola di artigianato.
Dopo un trentennio di guida dell'arcidiocesi amalfitana, chiese a papa Pio XII, che lo aveva ricevuto in udienza, di essere dispensato dall'incarico in quanto sentiva "il bisogno di solitudine e di silenzio". Si ritirò in un'abbazia di benedettini a Roma, dove morì il 16 novembre 1950. Le sue spoglie riposano nella cattedrale di Amalfi.

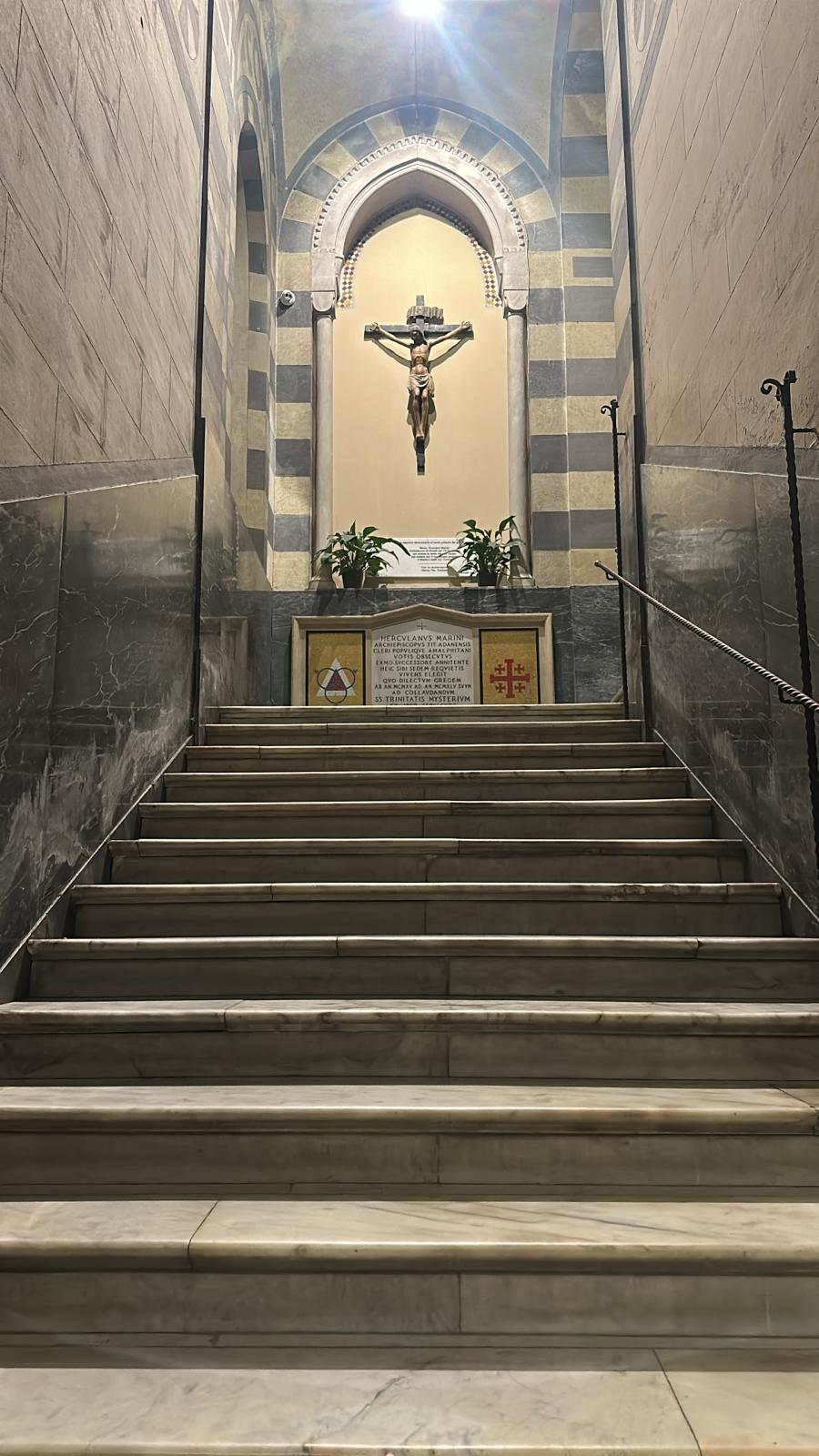
Il sepolcro di Ercolano Marini nelle scale che dalla cripta conducono alla cattedrale

## Genealogia episcopale
La genealogia episcopale è:
- Cardinale Scipione Rebiba
- Cardinale Giulio Antonio Santori
- Cardinale Girolamo Bernerio, O.P.
- Arcivescovo Galeazzo Sanvitale
- Cardinale Ludovico Ludovisi
- Cardinale Luigi Caetani
- Cardinale Ulderico Carpegna
- Cardinale Paluzzo Paluzzi Altieri degli Albertoni
- Papa Benedetto XIII
- Papa Benedetto XIV
- Cardinale Enrico Enriquez
- Arcivescovo Manuel Quintano Bonifaz
- Cardinale Buenaventura Córdoba Espinosa de la Cerda
- Cardinale Giuseppe Maria Doria Pamphilj
- Papa Pio VIII
- Papa Pio IX
- Cardinale Raffaele Monaco La Valletta

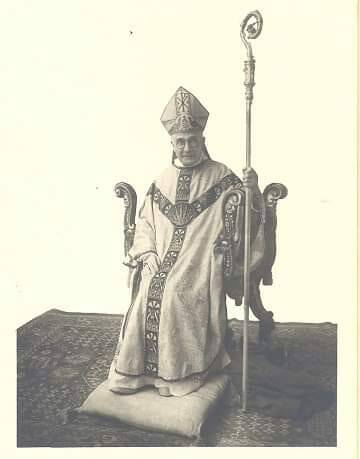
Ercolano Marini con mitra e pastorale

- Arcivescovo Dario Mattei Gentili
- Arcivescovo Ercolano Marini